# Yanjisuchus
Yanjisuchus es un género extinto de reptil neosuquio paraligátorido conocido de la Formación Longjing del Cretácico inferior en Guizhou, China. Contiene una sola especie, Y. longshanensis.